# Parafia Narodzenia Najświętszej Maryi Panny w Łużanach
Parafia Narodzenia Najświętszej Maryi Panny w Łużanach – parafia rzymskokatolicka terytorialnie i administracyjnie znajdująca się w archidiecezji lwowskiej, w dekanacie Czerniowce. W parafii posługują księżą archidiecezjalni. Według stanu na marzec 2024 proboszczem parafii był proboszcz parafii Matki Bożej Królowej Polski w Kocmaniu, którego probostwo w tejże parafii wynika z zasad przynależności posługi.